# Ancien régime

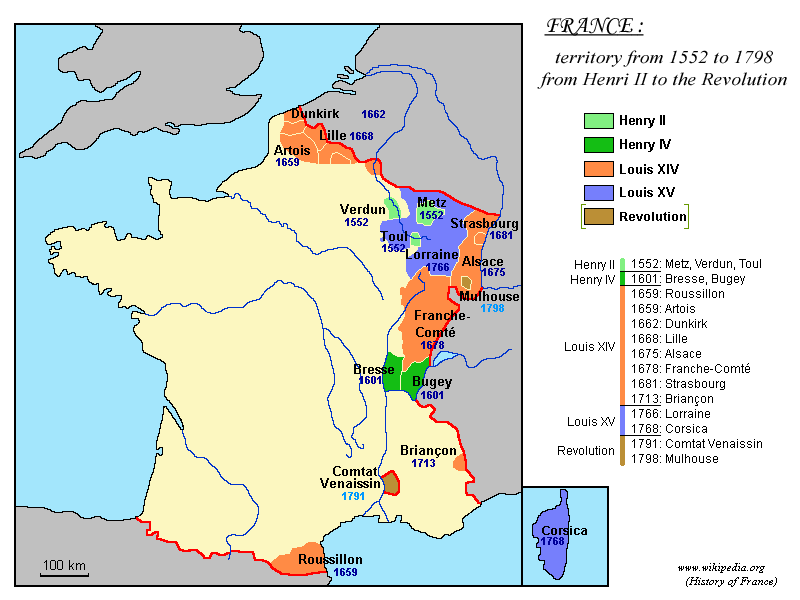
Francia területi terjeszkedés (1552-1798)

Az ancien régime francia kifejezés, jelentése régi rendszer. Tágabb értelemben Franciaország történelmének azt a késői középkortól (körülbelül az 1500-as évektől) számított időszakát öleli fel, ami az 1789-es forradalomig tartott, amikor is felszámolódott a Francia Királyság arisztokráciájának feudális rendszere (1790), majd a monarchia (1792). A kifejezés szűkebb értelemben az 1589-ben hatalomra kerülő Bourbon-ház és az általuk kiépített abszolutista rendszer időszakát jelöli.
A korabéli újságírók 1789 végére, Franciaország-szerte használták az ancien régime kifejezést a forradalom előtti intézményekre utalva. Angolul nyomtatásban először 1794-ben, két évvel az Első Francia Köztársaság kikiáltását követően jelent meg, eredetileg pejoratív jelzőként. Az angol történész, Sir Simon Schama világít rá, hogy a kifejezés a korban egyet jelentett a tradicionalizmussal és az öregedéssel. Egy olyan rétegzett társadalmi berendezkedésre utal, ami tele van anakronizmusokkal, és képtelen az önmodernizációra. Talleyrand klasszikussá vált mondásában ugyanakkor azt vallja, hogy „aki nem élt 1789 előtt, nem ismeri az élet igazi édességét”.